# Saad Saood Jan
Saad Saood Jan (Lahore, 1 juli 1931 - 21 juli 2005) was een Pakistaans cricketteammanager en jurist. Hij was opperrechter in Pakistan en daarna rechter van het Joegoslavië-tribunaal. In de jaren tachtig was hij een seizoen lang teammanager van het Pakistaanse cricketteam.

## Levensloop
Jan studeerde aan de Universiteit van Punjab en slaagde daar in 1950 voor zijn bachelorgraad in natuur- en scheikunde, en in 1952 voor een tweede bachelorgraad in de rechten. Hetzelfde jaar behaalde hij aan deze universiteit een certificaat voor het vak Frans.
Hij begon zijn werkzame carrière van 1953 tot 1959 in overheidsdienst. Daarna werd hij rechter van verschillende districtsrechtbanken. Vervolgens werd hij griffier van het gerechtshof van West-Pakistan en vanaf 1971 rechter van het gerechtshof. In 1972 werd hij tijdelijk secretaris van de regering en kreeg hij de opdracht de nieuwe grondwet op te stellen. Nadat het parlement de grondwet in 1973 had goedgekeurd, keerde hij terug naar het gerechtshof. Daarnaast was hij van 1974 tot 1975 voorzitter van het Punjab Services Tribunal en van 1974 tot 1977 lid van de verkiezingscommissie.
Jan was tijdens zijn schooltijd aan het Government College Lahore tot en met zijn studie aan de Law College een actief cricketspeler. Eenmaal opperrechter, stelde hij in 1978 de statuten voor de bond op. Vervolgens was hij van 1979 tot 1980 manager van het nationale cricketteam.
In 1986 werd hij rechter van het gerechtshof (High Court) van Lahore. Hij was twee maal rechter van het hooggerechtshof (Supreme Court). In 1994 werd echter onwettig nagelaten hem te installeren als opperrechter. Tegen de achtergrond speelde zijn imago van onwil te buigen voor de dictaten van de uitvoerende autoriteiten. Het debacle rondom het niet slagen van zijn benoeming liep uit op de val van de regering. Later werd hij alsnog aangesteld tot opperrechter.
Jan trok zich in 1996 terug en werd hij door secretaris-generaal Boutros Boutros-Ghali van de Verenigde Naties benoemd tot rechter van het Joegoslavië-tribunaal. Hier diende hij tot 1999 de termijn uit van zijn landgenoot Rustam Sidhwa die zich om gezondheidsredenen had teruggetrokken. Sinds 1993 was hij al lid van het Permanente Hof van Arbitrage in Den Haag.
In 2001 werd hij benoemd tot voorzitter van de nationale reguleringsautoriteit voor elektriciteit (NEPRA, National Electric Power Regulatory Authority). In 2002 stapte hij hier op uit protest tegen de overheidsbemoeienis in de aangelegenheden van de NEPRA.